# Moșneni (Constanța)
Moșneni (antiguamente Pervelei) es una localidad rumana de la comuna de 23 August, en el condado de Constanța.

## Toponimia
El antiguo nombre del lugar puede encontrarse escrito con grafías como Pervelei, Perveli y Pervelia. Pasó a llamarse Moșneni.

## Historia
Hacia comienzos del siglo XX, la localidad, que ya por entonces pertenecía al condado de Constanța, formaba parte de la comuna de Tuzla y tenía contabilizada una población de 486 habitantes, compuesta casi exclusivamente por serbios y búlgaros.
En la segunda mitad del siglo XX la localidad había pasado a formar parte de la comuna de 23 August. En el censo de 2021 la localidad tenía una población de 1119 habitantes.